# Notre-Dame-du-Cruet
Notre-Dame-du-Cruet é uma comuna francesa na região administrativa de Auvérnia-Ródano-Alpes, no departamento de Saboia. Estende-se por uma área de 1,9 km². Em 2010 a comuna tinha 230 habitantes (densidade: 121,1 hab./km²).